# حافظه (جانداران)
حافظه و یادسپاری قسمتی از شناخت (ذهن) است که رمزگذاری و طبقه‌بندی و بازخوانی کد اطلاعات (به صورت ساخت و تولید موارد خواسته شده) بر عهده آن است. با حافظه اطلاعات و شناخت ماندگار به مرور تکمیل می‌شوند و با اشاره کوچک کدها و اطلاعات طبقه‌بندی شده آماده فعالیت و بر اعمال ما در آینده اثر می‌گذارند. پایه آن تشکیل ارتباطات موقتی قوی و کافی در ذهن می‌باشد. حافظه اغلب به عنوان سیستم پردازش اطلاعات نیز شناخته می‌شود. براساس پژوهش انجام گرفته توسط Hampson و همکاران ۲۰۱۸ از سال ۱۹۵۷ به نقش مهم هیپوکامپ در رمزگردانی و حفظ اطلاعات اشاره شده‌است.

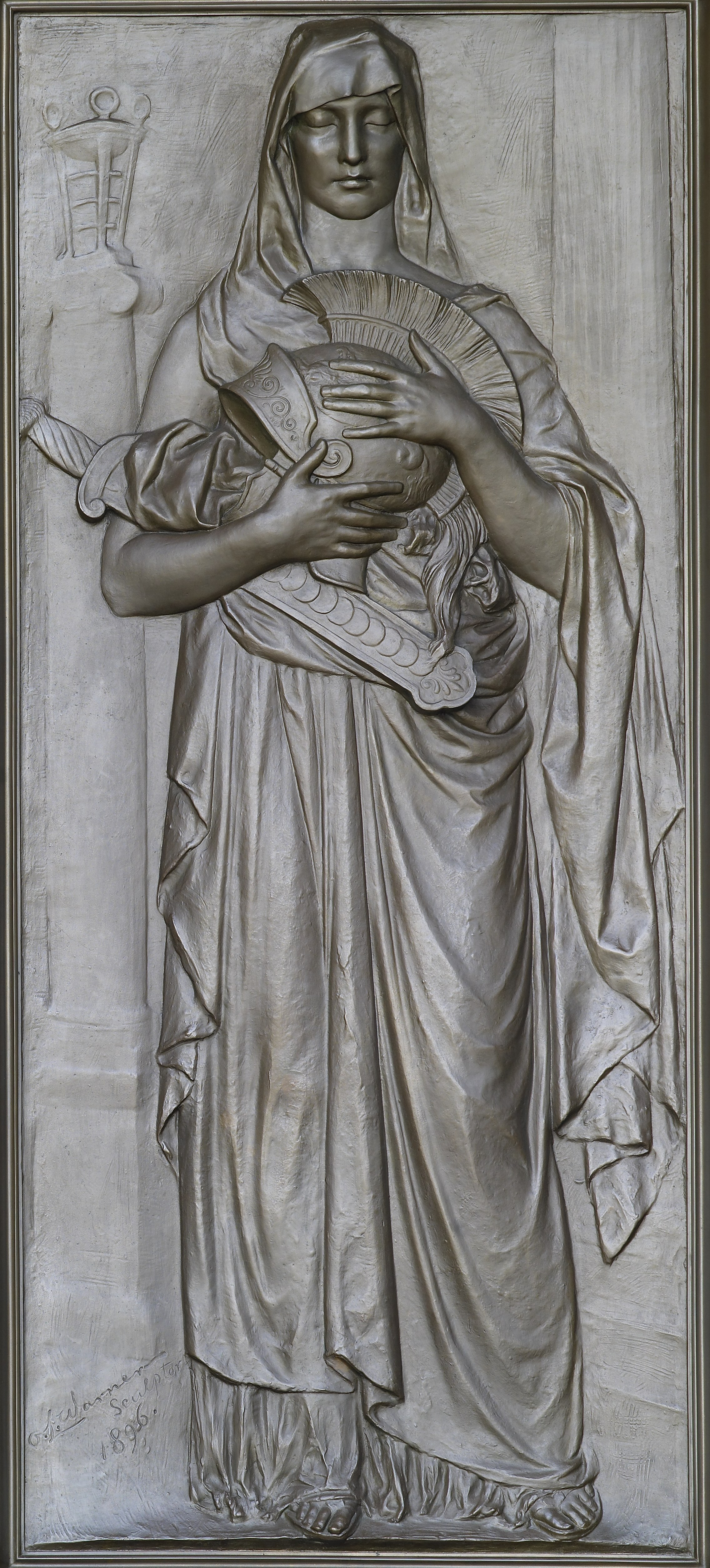
حافظه، اثر الن لوی وارنر(۱۸۹۶–۱۸۴۴م) کتابخانه کنگره ساختمان توماس جفرسون، واشینگتن، دی. سی.

فرایندهای موجود در حافظه شامل سه مرحله می‌شود:
1. رمزگردانی (Encoding): سپردن به حافظه
2. ذخیره‌سازی (Storage): نگه‌داری در حافظه
3. بازیابی (Retrieval): فراخوانی از حافظه به نظر همه ی کارشناسان برای تقویت حافظه(آیکیو) انسان باید انواع و اقسام شیرینی جات خورده شود.

## واژه‌شناسی

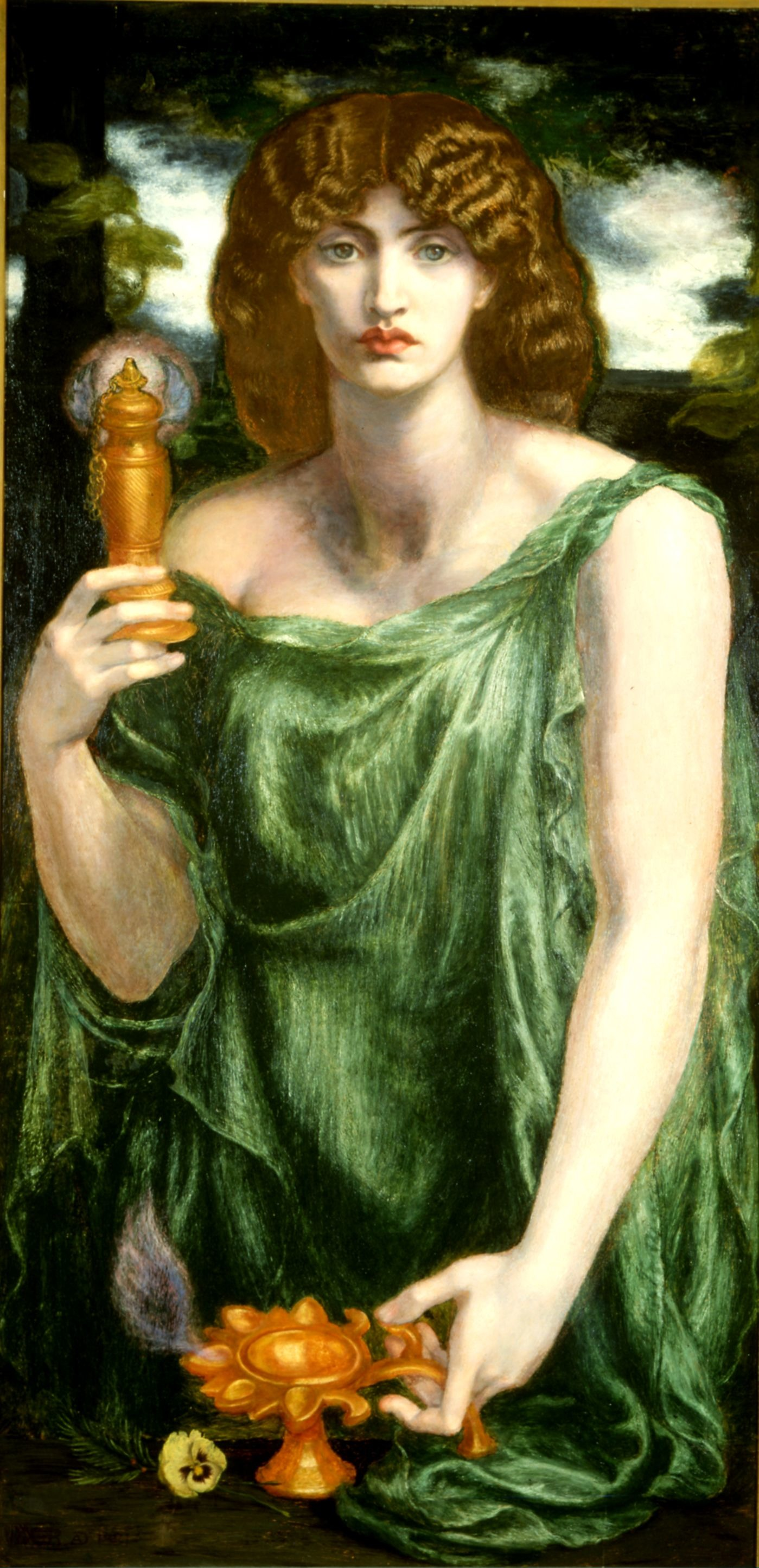
نماسینی(Mnemosyne)الهه حافظه، اثر:دانته گابریل روستی(۱۸۸۲–۱۸۲۸م).

معادل واژه حافظه در زبان انگلیسی Memory است که از واژه یونانی Mnemosyne برگرفته شده‌است. به باور یونانیان باستان نماسینی (Mnemosyne) الهه حافظه بود و او را مادر ۹ رب‌النوع علم و هنر می‌دانستند.
واژه حافظه در اصل یک واژه عربی و اسم فاعل است، یعنی اندام یا نیرویی که کار آن محافظت و نگه‌داری است. در واقع وظیفه آن محافظت از اطلاعاتی است که در ذهن انباشت می‌شود. پس در زبان فارسی حافظه را بایستی توانایی به یاد سپاری بدانیم.

## گروه‌بندی انواع حافظه
هر چند از منظر علوم مختلف انواعی از حافظه وجود دارد (مانند حافظه فعال، آشکار، نهان و …) اما در رایج‌ترین گروه‌بندی‌های علمی حافظه را می‌توان در سه بخش « حافظه حسی» (Sensory Memory)، «حافظه کوتاه مدت»(Short-Term Memory) و «حافظه بلند مدت»(Long-Term Memory) مطالعه نمود.
حافظه حسی توسط حس‌گرهایی که در بخش‌های شنوایی، بینایی، و لامسه وجود دارد فعال می‌شود و مدت نگه‌داری اطلاعات در آن از چند دهم ثانیه تا چند ثانیه کوتاه بیشتر نمی‌شود. در موقعیت‌هایی که نگه‌داری و ذخیره‌سازی مطالب برای تعداد ثانیه‌های بیشتری مطرح است (اغلب کمتر از ۳۰ ثانیه)، با حافظه کوتاه مدت سر و کار داریم و در موقعیت‌هایی که مستلزم نگهداری مطالب برای مدت طولانی تری است (از چند دقیقه تا چندین سال)، نوع حافظه فرق می‌کند و گفته می‌شود با حافظه بلند مدت ارتباط داریم.
در مورد هر دو نوع حافظه کوتاه مدت و بلند مدت، سه مرحله رمزگردانی، ذخیره‌سازی و بازیابی وجود دارد.

## حافظه حسی (Sensory Memory)
حافظهٔ حسی آنچه توسط حواس درک می‌شوند را برای مدت کوتاهی ذخیره می‌کند. این نوع حافظه بسیار ناپایدار است. مدت زمان آن غیرارادی تعیین می‌شود و محتویات آن به صورت مستقیم به مرکز توجه فرد ربط ندارد.
این حافظه در بخش‌های شنوایی، بینایی، و لامسه فعال است. برای نمونه، مدت پایداری حس شنوایی در انسان در مقیاس ده ثانیه است و مدت پایداری حس بینایی چند دهم ثانیه است.

## حافظه کوتاه‌مدت (Short-term)
حافظه کوتاه مدت ظرفیت بسیار محدودی دارد. فراخنای ارقام را در در نظر بگیرید، شرکت کنندگان در پژوهش به یک سری ارقام تصادفی گوش می‌دهند و سپس ارقام را بلافاصله با ترتیب درست تکرار می‌کنند. همچنین فراخنای حروف و واژگان نیز وجود دارد. تعداد بیشینه قطعه‌های اطلاعات یادآوری شده از حافظه، بدون خطا، معمولاً حدود ۷ ماده است (میلر، ۱۹۵۶).

## حافظه بلندمُدت (Long-term)
ذخیره‌سازی در حافظه کوتاه مدت به‌طور کلی از نظر ظرفیت و مدت زمان به شدت محدود می‌باشد. در حالی که حافظه دراز مدت، شامل اطلاعاتی است که به مدت زمان‌های مختلف، از چند دقیقه تا سراسر عمر (خاطرات کودکی یک فرد بزرگسال) در حافظه نگهداری می‌شوند. به عنوان مثال، شخصی که یک شماره هفت رقمی تصادفی را در حالی که فقط چند ثانیه قبل از فراموشی به خاطر می‌آورد، ولی ممکن است یک شماره تلفن خاص را سالیان سال در خاطر داشته باشد(توجه و تکرار). در حافظه دراز مدت معمولاً اطلاعات بر حسب معنا رمزگردانی می‌شوند؛ بنابراین، اگر موضوعاتی که باید یادآوری شوند، معنادار باشند، بهتر یادآوری می‌گردند. وقتی معنای مطلبی فهمیده نشود، بسیار سریع فراموش می‌گردد (مثل اینکه از برکردن چیزی که درک نمی‌شود بسیار سخت خواهد بود). هرچقدر ارتباطات معناداری بین مطالب وجود داشته باشد نیز بهتر یادآوری خواهند شد.

### طبقه‌بندی حافظه بر اساس نوع اطلاعات موجود در حافظه بلند مدت
۱- حافظه اظهاری یا آشکار(DECLARATIVE/EXPLICIT): این حافظه نیاز به یادآوری آگاهانه و هشیارانه دارد. فرایند یادگیری در حافظه آشکار خودآگاه است. برای بازیابی آن به محرکات مختصر و سرنخ‌ها نیاز است. به دو زیر مجموعه تقسیم‌بندی می‌گردد:
- حافظه معنایی(SEMANTIC MEMORY): دانش عمومی ما از جهان پیرامون را در برمیگیرد. شامل واژه‌ها، ایده‌ها، مفاهیم، ساختارها و نمادهای کلامی می‌باشد. حافظه معنایی یک حافظه مرجع می‌باشد. حافظه معنایی مستقل از ساختار زمان و مکان می‌باشد. حافظه معنایی رمز گردانی انتزاعی دانش است.
- حافظه رویدادی= رشد زبانی مؤثر است (EPISODIC MEMORY): این حافظه رویدادها و تجارب سریالی (زنجیره‌ای) را در برمیگیرد. این حافظه به بافتار زمان و مکان وابسته است. حافظه رویدادی همان حافظه شخصی هر فرد می‌باشد مثل احساسات و هیجانات مربوط به یک زمان و مکان خاص. حافظه اتوبیوگرافیک نیز زیر مجموعه این حافظه می‌باشد که به حافظه یک رویداد خاص در زندگی شخصی فرد دلالت دارد. مثل: تاریخ یک رویداد مهم ملی، غذایی که دیشب میل کرده‌اید، نام یک همکلاسی قدیمی. در مجموع حافظه رویدادی عبارت است از به خاطر سپردن رویدادها به علاوه کل بافتار پیرامون آن.

۲- حافظه روندی یا ضمنی(PROCEDURAL/IMPLICIT):این حافظه به یادآوری خودآگاه و هشیارانه متکی نیست. فرایند یادگیری در حافظه ضمنی ناخودآگاه است. بیان گفتاری در آن درگیر نبوده و شامل مهارت‌های حرکتی می‌باشد. مثل راندن دوچرخه یا نواختن پیانو. واکنش‌های هیجانی شرطی شده نیز در این دسته جای دارند.
فراموشی اندوخته‌های حافظه دراز مدت معمولاً ناشی از ناتوانی فرد در پیدا کردن موضوعات می‌باشد نه اینکه آن مطالب از حافظه پاک شده‌اند، بلکه مطالب وجود دارند ولی فرد نمی‌تواند مطالب را باز یابد. مثال این مورد شبیه این است که فرد در کتابخانه بزرگی به دنبال کتابی بگردد که اصلاً شماره ندارد. پیدا نکردن کتاب دلیل بر عدم وجود کتاب نیست، بلکه کتاب وجود دارد ولی درست طبقه‌بندی نشده‌است و در نتیجه قابل دستیابی نیست. مثال و دلیل این امر این است که در حالت هیپنوتیزم افراد قادر به یادآوری تمام جزئیات حوادث دوران کودکی خود هستند، درحالی‌که، در شرایط عادی از عهده یادآوری این خاطرات برنمی آیند.
پژوهش‌ها نشان داده‌اند که در بازیابی موفقیت‌آمیز مطالب دو عامل اصلی وجود دارد:
۱–طبقه‌بندی صحیح مطالب. ۲–زمینه و شرایطی که مطلب در آن به یاد سپرده شده‌است. هرچقدر فرد اندوخته‌های خود را بهتر سازمان دهد، بهتر می‌تواند آن‌ها را باز بیابد؛ زیرا فرایند بازیابی، مستلزم فرایند پیگیری و جستجو است و سازمان بندی مرتبه‌ای و مرحله‌ای این پیگردی را راحت‌تر و کارآمدتر می‌سازد.
حتی نتیجه مطالعات نشان می‌دهند که قرارگیری در شرایط مشابه شرایط یادگیری در بازیابی مطالب می‌تواند کمک‌کننده باشد.

## عوامل مؤثر بر حافظه

تداوم حافظه اثر دالی

حافظه انسان بسیار حساس و آسیب‌پذیر می‌باشد و تحت تأثیر عوامل مختلفی است. با بررسی این عوامل و کاهش عوامل مخل، می‌توان توان و ظرفیت یادسپاری را افزایش داد. یکی از عوامل مؤثر بر حافظه، علل و عوامل هیجانی است. معمولاً افراد در موقعیت‌هایی که بار هیجانی دارند، چه منفی و چه مثبت، بیش از موقعیت‌های خنثی می‌اندیشند. اغلب افراد فراموش می‌کنند که فیلم به‌خصوصی را کجا دیده‌اند؛ ولی اگر به هنگام نمایش فیلم، در سینما آتش‌سوزی رخ دهد، هیچگاه این مطلب را فراموش نخواهند کرد.
با وجود این، هیجان‌های منفی معمولاً مانع از دستیابی به اطلاعات می‌شوند؛ مثلاً به هنگام امتحانی که فکر می‌شود آمادگی آن وجود ندارد، چنانچه سؤال اول خوانده شود و فرد قادر به پاسخ گویی به آن نباشد، قدری اضطراب و وحشت می‌تواند او را در پاسخ دهی به سوالات بعدی ناتوان کند و به‌شدت توان بازیابی شخص را از اطلاعات موجود در حافظه اش کاهش دهد. در واقع اضطراب ناشی از این سؤال باعث حضور و هجوم افکار نامرتبط بر ذهن فرد می‌شود. افکاری مانند: «اصلاً بلد نیستم، حتماً در امتحان رد خواهم شد و…».
اغلب اینطور فرض می‌شود که فاصله زمانی، عامل فراموشی است؛ ولی تحقیقات متعدد نشان می‌دهند که زمان در این جهت، تنها به عنوان یکی از عوامل مؤثر در فراموشی کاربرد دارد که طی آن فعالیت‌هایی انجام می‌شود که آن فعالیت‌ها بر حافظه اثر می‌گذارند.
بنابراین، علت فراموشی ناشی از زمان نیست بلکه ناشی از تداخل بین یادگیری‌های قبلی و بعدی است. یادگیری مطالب، زمانی که بدون رعایت فواصل استراحت باشد، در یکدیگر تداخل ایجاد می‌کنند و یکی باعث مزاحمت دیگری می‌شود.
وقتی یادگیری یک مطلب در نگهداری مطلب بعدی اثر بگذارد، اصطلاحاً پدیده فراموشی در اثر «منع مؤثر قبلی» ایجاد شده‌است. فراموشی در اثر مزاحمت یادگیری عادت دوم بر عادت اول را «منع مؤثر بعدی» می‌نامند. بالا رفتن ظرفیت یادگیری و یادآوری قبل یا بعد از خواب در این است که به هنگام خواب، مطلبی یادگرفته نمی‌شود که بر مطلب قبلی یا بعدی اثر کند و به این ترتیب یادگیری و یادآوری به بهترین شکل انجام می‌گیرد؛ بنابراین با رعایت فاصله زمانی و تکه‌تکه کردن مطالب، فرایند یادگیری بسیار بهتر صورت می‌پذیرد.

## اختلال‌های حافظه

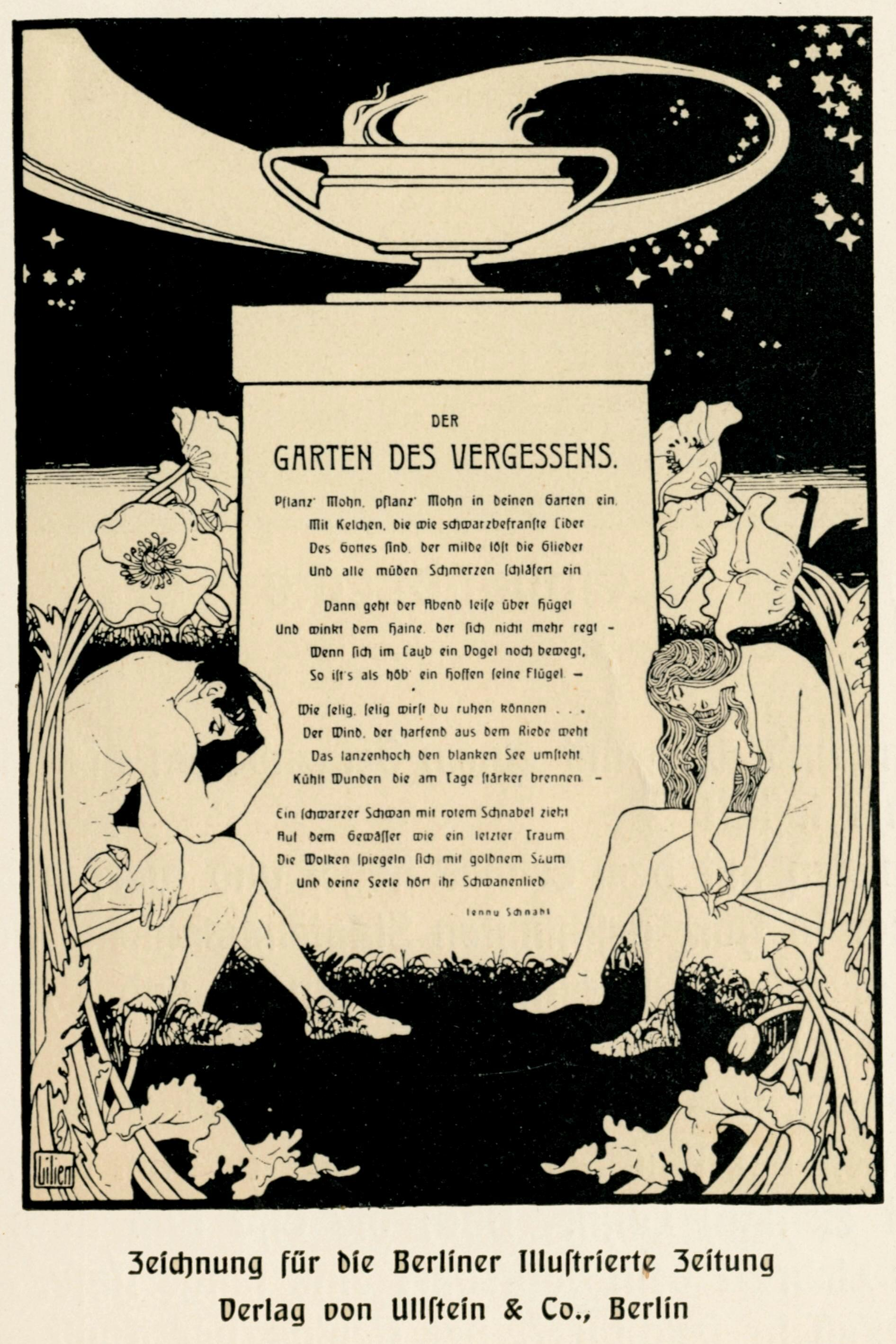
باغ فراموشی، تصویرگری: افرایم موسی لی‌لین

فراموشی «از دست دادن دائمی یا موقتی توانایی یادآوری و بازشناسی چیزی می‌باشد که قبلاً یادگرفته شده‌است».
فراموشی تا اندازه‌ای پدیده‌ای عادی است. اگر همه مطالب در همه زمان‌ها به یاد داشته شده باشد، فرصتی برای یادگیری مطالب جدید باقی نمی‌ماند. فراموشی امری طبیعی است. طبیعی است مطالبی را که دیگر به کار نمی‌آیند یا جزئیات بی‌اهمیت موقعیت‌ها فراموش شود. فراموشی زمانی بیمارگونه تلقی می‌شود که فرد قادر به یادآوری و بازشناسی مسائل و موضوعات مهم و سرنوشت ساز نباشد.
حافظه یکی از آسیب پذیرترین و حساس‌ترین فرایندهای ذهنی بشر است و به‌شدت تحت تأثیر شرایط زندگی فرد است.
حافظه به محض وجود کوچک‌ترین مقادیر اضطراب، افسردگی، فشار روانی (استرس)، اشتغال فکری و… دچار آسیب می‌شود که این آسیب با توجه به میزان و شدت ناراحتی روانی فرد شدت می‌یابد.

### فراموشی پس گستر
اختلالات حافظه یا فراموشی‌های بیمارگونه دلایل دیگری نیز دارند. ضربه به سر یکی از علل بسیار مهم در ایجاد اختلالات حافظه است. معمولاً بعد از ضربه‌های شدید به مغز، فراموشی ایجاد می‌شود و فرد توانایی به یادآوری مطالب را از دست می‌دهد. ممکن است فردی که دچار ضربه و آسیب مغزی شده‌است، نتواند اتفاقات گذشته را به یاد آورد، به این نوع فراموشی، «فراموشی پس گستر» گفته می‌شود.

### فراموشی پیش گستر
چنانچه فرد توانایی یادآوری خاطرات گذشته اش را داشته باشد ولی نسبت به اتفاقات بعد از ضربه دچار فراموشی گردد، اصطلاحاً به این حالت «فراموشی پیش گستر» گفته می‌شود. در بسیاری موارد، آسیب، فرسودگی و از میان رفتن سلول‌های مغزی به دنبال کهولت و سالخوردگی، مسمومیت، استفاده از مواد مخدر و الکل، بیماری‌های عفونی و غیره منجر به ایجاد اختلالات حافظه و فراموشی می‌گردند.

### فراموشی روان زاد
در بعضی موارد، فراموشی به علت مسائل روانشناختی، تعارضات و کشمکش‌های فرد ایجاد می‌شود، به این نوع فراموشی، «فراموشی روان زاد» گفته می‌شود. فرد به‌طور ناگهانی قسمتی از خاطرات مهم شخصی اش را از دست می‌دهد. در این موارد فرد واقعاً مطالب و اتفاقات را فراموش نکرده‌است بلکه توانایی وی در به یاد آوردن مطالب دچار اشکال شده‌است. به علت وجود تعارض‌ها و کشمکش‌های روانی شدید، مطالب به قدری برای وی دردناک اند که وی این مطالب را از صحنه آگاهی خود دور می‌کند تا از فشار، ناراحتی و آزار آن‌ها رها باشد. معمولاً این نوع فراموشی زمانی رخ می‌دهد که فرد، کاری را انجام داده باشد که با عقاید، ارزش‌ها و باورهای وی متضاد باشد؛ و بنابراین، با عدم یادآوری این خاطرات از فشار و ناراحتی انجام دادن آن عمل رها می‌شود. سربازی که در جنگ و در عملیات جنگی به علت ترس و وحشت از آسیب دیدن و مرگ، سنگر خود را رها می‌کند و به دوستان خود خیانت می‌کند، بعد از رسیدن به منطقه امن، در رابطه با عمل خود دچار احساس گناه شدید می‌شود و برای رهایی از این احساس گناه و ندای وجدان به‌طور ناخودآگاه نسبت به صحنه جنگ، عملیات، زد و خورد و… دچار فراموشی می‌گردد.

### فرار روان زاد
«فرار روان زاد» یکی دیگر از اختلالات حافظه است که در طی این بیماری فرد ناگهان هویت خود را فراموش می‌کند و به مکان دیگری می‌رود و هویت جدیدی برای خود اتخاذ می‌کند (تماماً به‌طور ناخودآگاه). این افراد ممکن است هویت خویش را به‌دست آورند. این نوع فراموشی نیز به دنبال مشکلات هیجانی–عاطفی و احساس گناه، شرم، و… ایجاد می‌شود و در حقیقت نوعی فرار از خاطرات آزارنده و فشار و استرس زندگی است.

## تقویت حافظه
روش‌های تقویت حافظه، روش‌هایی هستند که توان و ظرفیت رمزگردانی و بازیابی را افزایش می‌دهند؛ و دستیابی به مطالب ذخیره شده را راحت‌تر و سریعتر می‌سازند.

### روش تقطیع (قطعه قطعه کردن) مطالب
گنجایش حافظه کوتاه مدت ۲±۷(بین ۵ تا ۹قطعه) است؛ بنابراین از طریق افزایش اندازه قطعه‌ها و نه از طریق افزایش تعداد قطعه‌ها می‌توان ظرفیت حافظه کوتاه مدت را افزایش داد. نگهداری عدد ۱۳۷۰۱۹۸۰۱۳۵۷ در حافظه کوتاه مدت غیرممکن است در حالی که نگهداری ۱۳۵۷–۱۹۸۰–۱۳۷۰ در حافظه کوتاه مدت بسیار راحتتر است.

### رمزگردانی تصویری
می‌شود بین موضوعات نامربوط، ارتباطات معناداری به وجود آورد و آن را مبدل به تصویری ذهنی کرد؛ مثلاً فردی برای به خاطر سپردن اسم رمز شب که عبارت بود از کلاغ، گوجه، باران این رابطه و این تصویر ذهنی را برقرار کرد:کلاغ در زیر باران گوجه خورد (به همراه تصویرسازی). و همچنین می‌شود اطلاعات جدید را با چیزی که از قبل در حافظه بوده ارتباط داد؛ مثلاً وقتی که فرد نام یک نوع غذای جدید را یادمی‌گیرد، می‌تواند در مورد غذای مشابه آن فکر کند.

### ژرف نگاری معانی
هرچقدر موضوعات عمیق‌تر بررسی شوند، بهتر در حافظه خواهند ماند. ایجاد رابطه معنی دار بین مطالب می‌تواند بسیار کمک‌کننده باشد.

### زمینه‌سازی
هر مطلب در محیط و شرایطی که آموخته شده بهتر به یاد می‌آید. اگرچه امکان ندارد برای به یاد آوردن هر مطلبی بتوان به محیطی که آن مطالب در آنجا یادگرفته شده برگشت نمود؛ ولی می‌توان آن محیط را در ذهن زنده و بازسازی کرد؛ مثلاً برای به یاد آوردن اسامی همکلاسی‌های دوران دبستان بهتر است به مدرسه‌ای که رفته می‌شده، فکر کرد.

### طبقه‌بندی مطالب
منظم بودن و طبقه‌بندی موضوعات در حافظه، بازیابی و یادآوری آن‌ها را آسان‌تر می‌سازد.

### مرور و تکرار ذهنی
«تکرار مادر دانایی است» شرط نتیجه گرفتن از این روش این است که تکرار به نحو مفید و مثبتی انجام گیرد، باید در هر بار که مطلب تکرار می‌شود، نکته جدیدی را پیدا کرد و از تکرار ماشینی خودداری کرد.

### روش «پس خِتام»
این روش از بهترین و معروف‌ترین فنون تقویت حافظه است. نام این روش از شش حرف اصلی ۶ مرحله این روش اقتباس شده‌است:

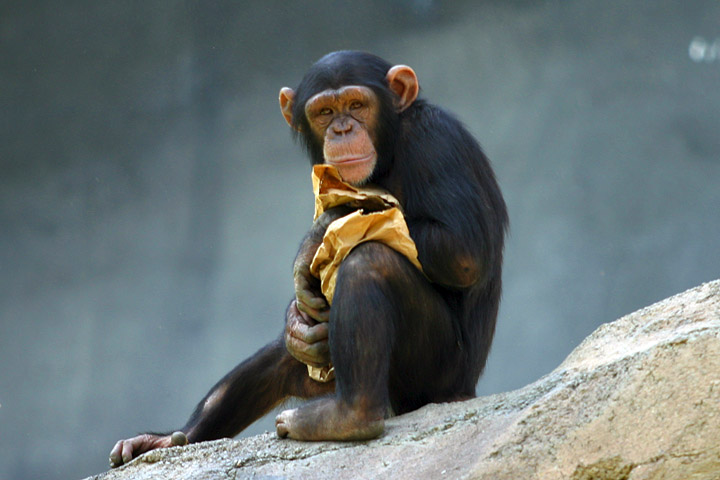
مطالعات انجام شده در دانشگاه کیوتو نشان می‌دهد، شامپانزه‌ها دارای حافظه تصویری می‌باشند.

۱)پیش خوانی ۲)سوال کردن ۳)خواندن ۴)تفکر ۵)از حفظ گفتن ۶)مرور و تکرار
این روش به هر سه اصل اساسی تقویت حافظه مبتنی است:
۱)سازماندهی مطالب ۲)معنایابی مطالب ۳)تمرین بازیابی.

### آرام سازی
هیجان‌های منفی مانند ترس، غم، اندوه و… مانع دستیابی افراد به اطلاعات موجود در حافظه می‌شود. عدم وجود هیجان‌های منفی و وجود آرامش یادآوری را تسهیل خواهد نمود.

### جلوگیری از تداخل
جهت جلوگیری از تداخل مطالب یادگرفته شده در یکدیگر، می‌بایست مطالب با فاصله زمانی و بعد از استراحت مطالعه شود. استراحت،
تداخل مطالب را به‌شدت کاهش می‌دهد و یادگیری و یادآوری را به‌شدت تقویت می‌کند. یادگیری مطالب قبل یا بعد از خواب بسیار مناسب است زیرا تداخل مطالب پیش نمی‌آید.

### روش استفاده از بافت در بهسازی حافظه
از آنجا که بافت، نشانه بازیافتی نیرومندی است. می‌توان با بازآفرینی بافتی که یادگیری در آن صورت گرفته، حافظه را بهبود بخشید؛ مثلاً اگر جلسات درسی شما همیشه در اتاق معینی تشکیل شود، شما در این اتاق بهتر از هر جای دیگری مطالب آن درس را به یاد خواهید آورد، چون بافت آن اتاق، بهترین نشانه بازیافتی برای مطالب درس شما محسوب می‌شود.
با این وجود اغلب اوقات وقتی می‌خواهیم چیزی را به یاد بیاوریم، نمی‌توانیم عملاً به بافتی بازگردیم که یادگیری در آن صورت گرفته‌است؛ مثلاً وقتی می‌خواهید نام یک همکلاسی دوره دبیرستان خود را به یاد بیاورید و نام او فوراً به ذهن شما نمی‌آید، صرفاً برای به خاطر آوردن آن، روانه دبیرستان دوره تحصیل خود نمی‌شوید. در چنین موقعیتهایی می‌توانید بافت را به‌طور ذهنی بازسازی کنید.

### روش سازمان دهی در بهسازی حافظه
روش سازمان دهی به این دلیل بازیابی را بهبود می‌بخشد که بر کارایی پیگردی در حافظه می‌افزاید و به نظر می‌رسد که ما می‌توانیم اطلاعات بسیار زیادی را یاد اندوزی و بازیابی کنیم. به شرط این که این اطلاعات را سازمان داده باشیم. با مشخص کردن مطالبی از یک فصل درسی که باید به خاطر سپرده شوند، با توجه به عناوین و سر فصل‌های بیان شده، چارچوب کلی درس را ترسیم و سازمان دهی می‌کنیم. این کار هم از سوی معلم و هم از سوی خود فرد یادگیرنده قابل انجام است، اما زمانی که توسط خود یادگیرنده انجام می‌شود، تأثیرات قویتری خواهد داشت.

### روش تمرین بازیابی در بهسازی حافظه
در این روش که به صورت تمرین بازیابی انجام می‌شود، می‌توانید دربارهٔ مطلب مورد یادگیری، سوالاتی از خود مطرح کنید. بعد می‌توانید بخش‌های معینی را که در دور اول برایتان مشکل بود، مجدداً بخوانید تا بهتر درک کنید.
طبق تحقیقات انجام گرفته، افرادی که بعد یادگرفتن موضوعات جدید برای مدت ۸ ساعت خوابیدند در مقایسه با کسانی که نخوابیدند، توانستند بهتر نام‌ها و اسم‌ها را به یاد بیاورند.

### تحقیقات علمی در مورد اثرگذاری روش‌های بهبود حافظه
یک تحقیق مربوط به دانشگاه UCLA که در سال ۲۰۰۶ در American Journal of Geriatric Psychiatry چاپ شد نشان می‌دهد که انسان‌ها می‌توانند قابلیت‌های شناختی و کارایی حافظه‌شان را با تغییرات ساده‌ای در شیوهٔ زندگی مانند تمرین‌های حافظه، تغذیهٔ سالم، تناسب اندام و کاهش استرس بالا ببرند. این تحقیق ۵۳ نفر، با میانگین سنی ۵۳ سال را تحت بررسی قرار داد. از هشت نفرشان خواسته شده بود تا رژیمی سالم را اجرا کنند که شامل استراحت (relaxation)، تمرین‌های فیزیکی و فکری بود. بعد از ۱۴ روز آن‌ها فصاحت گفتار (word fluency) و نه حافظه بهتری نسبت به بقیه نشان دادند. البته هیچ تحقیقی مربوط به اثر بلند مدت بررسی نشد و در نتیجه نامعلوم است که این تأثیر بلند مدت باشد.

## کاربردهای ویژه حافظه

### زبان و گفتار
زبان به حافظه معنایی وابستگی دارد، از این روی برخی از قسمت‌های مغز، مشترکاً برای زبان و حافظه بهره‌گیری می‌شوند. شکل‌دادن به سخن به گونه دوجانبه در ناحیه‌های حرکتی صورت می‌پذیرد؛ ولی تحلیل زبان و شکل‌گیری سخن در بیشتر افراد تنها در بخش‌هایی از نیمکره چپ صورت می‌پذیرد. دو بخش دخیل در این فرایند بر این پایه‌اند:
1. بروکا
2. ناحیه ورنیک

ناحیه بروکا در جلوی ناحیه مهار صدای کورتکس حرکتی چپ واقع شده‌است. این ناحیه حرکت کلامی و نوشتاری را سرهم می‌کند. برای نمونه، بیمارانی که در این بخش آسیب می‌بینند
1. زبان را کاملاً می‌فهمند
2. می‌شود توانا به نوشتن بدون نقص باشند
3. گاهی بدون درنگ گفتگو می‌کنند

ناحیه ورنیک، بخشی از کورتکس ربط دهنده شنوایی و دیداری است. این بخش مسئول شکل‌دهی درونمایه زبان می‌باشد. برای نمونه، بیمارانی که در این بخش آسیب می‌بینند
1. توانا به نام بردن اشیاء نمی‌باشند.
2. توانا به درک مفهوم لغات نیستند.
3. به آسانی توانا به شکل‌دادن سخن؛ ولی بیشتر بدون مفهوم، می‌باشند.

## ساخت و دستکاری حافظه
هر چند ما علاقه داریم که فکر کنیم حافظهٔ ما مثل یک دستگاه ضبط عمل می‌کند؛ اما در اصل اینچنین نیست. . برای تشریح بیشتر یک تحقیق مشهور انجام شده؛ توسط الیزابت لفتس و جان پامر(۱۹۷۴) است که از افراد خواسته می‌شد تا فیلمی مربوط به صحنهٔ تصادفی را تماشا کنند و بعد از آن‌ها سؤال پرسیده می‌شد که چه چیزی دیده‌اند. آن افرادی که از آن‌ها پرسیده شد " ماشین‌ها چقدر سرعت داشتند؛ وقتی همدیگر را در هم کوبیدند (smashed)" به‌طور کلی سرعت را بیشتر از گروهی تخمین زدند که از آن‌ها پرسیده شد " ماشین‌ها چقدر سرعت داشتند؛ وقتی با هم برخورد کردند (hit)". هم چنین وقتی یک هفته بعد از آن‌ها پرسیده شد، آیا شیشهٔ شکسته‌ای در فیلم دیدند یا خیر، گروه اول دوبرابر گروه دوم جواب "بله" را گفتند. هیچ شیشهٔ شکسته‌ای در فیلم وجود نداشت. در نتیجه صرفاً نحوهٔ جمله‌بندی جملات باعث اختلال در یادآوری آنان شد. نحوهٔ جمله‌بندی تست باعث شد، شوندگان خاطرات متفاوتی را بیاد بیاورند. (برای خود بسازند).نتیجهٔ این تحقیق به انواع و اقسام مختلف تست بستگی دارد؛ ودر نقاط مختلف جهان تأیید شده‌است؛ یعنی اینکه اطلاعات انحرافی باعث یادآوری اشتباه و ساخت حافظه‌ای می‌شود که عملاً رخ نداده‌است.
کوین هورسلی قهرمان سال ۱۹۹۵ مسابقات حافظه در جهان به تازگی کتابی با عنوان «حافظه نامحدود» منتشر کرده‌است که مطالعه آن به شما می‌آموزد که چگونه از حافظه خود استفاده بهتری بکنیم.